# Економіка Південно-Африканської Республіки
Півде́нна А́фрика — індустріально-аграрна країна, найрозвиненіша в економічному відношенні в Африці. Іноземний капітал займає сильні позиції в економіці. У добувних галузях переважає англійський капітал, у нафтопереробній, автомобільній — капітал транснаціональних компаній країн Західної Європи і США). Провідні галузі промисловості — гірнича (найбільший світовий продуцент платини, золота, хрому), автомобільна, металообробна, металургійна, машинобудівна, хімічна, нафтопереробна, цементна, текстильна, харчова.
Сильні позиції ПАР на світовому ринку визначаються передусім багатством її надр.
Транспорт — залізничний, автомобільний, морський, повітряний.
Головні порти: Дурбан, Ричардс-Бей, Салданья, Кейптаун, Порт-Елізабет, Іст-Лондон. Головний промисловий центр країни Йоганнесбург розташований за 1 290 км від Кейптауна і приблизно за 480 км від Ричардс-Бея і Дурбана, основних портів ПАР. Транспортування вантажів до морських портів здійснюється залізницею або автотранспортом.
Провідна авіакомпанія «South African Airways» забезпечує авіаперевезення всередині країни і за кордоном.
Міжнародні аеропорти розташовані поблизу Йоганнесбурга, в Кейптауні і Дурбані.

### Економічні показники
За даними 2001 Index of Economic Freedom, The Heritage Foundation: ВВП — $ 162,2 млрд.
Темп зростання ВВП — 0,5 %. ВВП на душу населення — $ 3 918.
Прямі закордонні інвестиції — $ 829 млн.
Валовий національний продукт ПАР становить 28 % ВНП усього африканського континенту, перевищує ВНП Нігерії, Кенії та Єгипту разом взятих. Південна Африка є також африканським лідером у плані розвитку сучасної інфраструктури і фінансової системи та інструментів їх використання. Сучасні фінансово-промислові сектори країни вдало спираються на потужні високорозвинені системи зв'язку, розгалужені мережі доріг і залізниць, повітряного транспорту та електропостачання.
Фінансовим і промисловим центром країни є провінція Гаутенг, яка виробляє до 37 % ВНП країни. Проте у порівнянні з найвищими світовими показниками економіка ПАР виглядає досить скромно. Її ВНП становить лише 0,5 % глобального ВНП. Крім того, вона надто чутлива до коливань світових ринків і міжнародної бізнес-кон'юнктури.
У 1990-ті на частку промисловості припадало 25 % ВВП, фінансових послуг — 15 %, торгівлі (включаючи готельний і туристичний бізнес) — 15 %, державних відомств і служб — 15 %, гірничодобувної промисловості — 9 %, сільського господарства — 5 % і будівництва — 3 %. У 1997 ВВП становив приблизно 129 млрд дол.
Рівень безробіття в ПАР в кінці XX ст. (1996) високий — 34 %. Масштаби безробіття різні в різних расових групах. Частка безробітних серед чорного населення становила 52,4 %, серед інших расових груп — від 4,2 % серед білих чоловіків до 24,1 % серед кольорових жінок.

### Сільське господарство
Продуктивність землеробства ПАР за світовими стандартами невисока. Частково це пояснюється примітивними методами обробітку земель. Іншими чинниками є ерозія ґрунтів і недостатня кількість осадів. У країні обробляється всього 12—15 % земель, лише 10 % з них відрізняються високою родючістю. Найбільша частка в загальній вартості сільськогосподарської продукції припадає на кукурудзу — основу раціону чорного населення. Важливе місце займає пшениця, що вирощується переважно в Капській провінції. У 1995—1996 в ПАР було вирощено близько 9,9 млн т кукурудзи і 2 млн т пшениці. У менших кількостях вирощуються овес, жито, ячмінь, кафрське і звичайне сорго.
У загальній вартості сільськогосподарської продукції друге місце після кукурудзи займають фрукти. Велика їх частина йде на експорт. У прибережних районах провінції Квазулу-Наталь обробляється цукрова тростина. З 1655 в країні вирощуються винні сорти винограду. Велика частина виноградників знаходиться в радіусі 240 км від Кейптауна. Серед продукції рільництва істотне місце займають овочі і кормові трави. До кінця Другої світової війни ПАР займала 2-е місце у світі з виробництва високосортної вовни і 4-е місце по виробництву вовни загалом. Розвинене м'ясне і молочне виробництво. Баранина, свинина і м'ясо домашньої птиці забезпечують внутрішнє споживання.

### Важка та сировинна промисловість
ПАР має сильну гірничодобувну і обробну промисловість.
Обробна промисловість ПАР здавна орієнтувалася на внутрішній ринок, а починаючи з 1980-х років — і на ринок інших держав Африки. Продукція обробної промисловості складає найбільшу частку ВВП, протягом 1990-х років вона дорівнювала приблизно 24 %.
Промисловість ПАР має багатогалузеву структуру.
Провідні галузі — чорна металургія, автомобілебудування, швейне виробництво, пивоваріння і виноробство, а також різноманітна харчова промисловість.

### Експортний потенціал
Лише незначна частина продукції південноафриканських підприємств реалізовується за межами Півдня Африки. ПАР займає чільне місце серед експортерів різних видів озброєнь.

### Тренди
У 1996 уряд ПАР приступило до приватизації багатьох державних підприємств. Влада країни називає цю програму «реструктуризацією державного майна».

## Зовнішня торгівля
Основні торговельні партнери Південно-Африканської Республіки: Китай, Японія, Німеччина, Індія, США, Велика Британія, Франція, Саудівська Аравія і Україна

Структура експорту ПАР, 2014 рік
Зовнішньоекономічні партнери (експорт), 2014 рік
Структура імпорту ПАР, 2014 рік
Зовнішньоекономічні партнери (імпорт), 2014 рік

Держава експортує: мінеральна сировина, метали, алмази, золото, сільськогосподарська продукція, харчові вироби. Основні покупці 2006 року: Японія (7 %); Італія (6 %); США (6 %), Німеччина (5 %), Велика Британія (5 %). 2014 року перша п'ятірка змінила вигляд: Китай (16 %) + Гонконг (5 %), Японія (7 %), США (5 %), Індія (5 %), Німеччина (5 %), Велика Британія (5 %). 2006 року вартість експорту склала 36 млрд, а 2014 вже 111 млрд доларів США.
Держава імпортує: промислові вироби, нафтопродукти, продукти харчування. Основні імпортери: Німеччина (13 %); Японія (7 %); Італія (4 %), Франція (3 %). 2014 року перша п'ятірка змінила вигляд: Китай (16 %), Саудівська Аравія (8 %), Німеччина (8 %), США (7 %), Нігерія (5 %). 2006 року вартість імпорту склала 28 млрд, а 2014 вже 91 млрд доларів США.

### Українсько-південноафриканські економічні зв'язки
Торговельний оборот між Україною та ПАР у 2003 році склав 46 млн доларів (в тому числі експорт до ПАР — 16 млн доларів, імпорт з ПАР — 30 млн доларів). У 2008 році Південна Африка зайняла друге місце (після Гани) серед усіх африканських країн з експорту продукції в Україну. У 2009 році товарообіг між двома країнами зріс в 5,4 раза до $ 375,1 млн.
Двосторонні економічні відносини регулюються цілою низкою документів, перш за все, підписаною Міністрами закордонних справ обох країн у листопаді 1998 року Торговельною угодою між урядом України та урядом Південно-Африканської Республіки. Ця Угода була ратифікована Верховною Радою України у березні 1999 р., а Національною Асамблеєю (парламентом) ПАР — у квітні 2001 р.
У минулі роки була також підписана низка інших угод про співпрацю, включаючи угоду про співпрацю у галузі сільського господарства та про науково-технічне співробітництво, Конвенцію між Кабінетом Міністрів України та Урядом ПАР про уникнення подвійного оподаткування.

## Азартні ігри
Азартні ігри в Південній Африці були суттєво обмеженими з 1673 року. Закон ПАР про азартні ігри 1965 року офіційно забороняв усі форми азартних ігор, крім ставок на кінні перегони, які діяли спорт. В кінці 1970-х казино в країні почало працювати в бантустанах (номінально незалежних областях, так званих родинних регіонах): Бопутатсвана, Кіскей, Транскей і Венда. Там жили лише південні африканці, і більшість громадян не могли отримати доступ до цих ігрових закладів. До 1995 року в країні працювало 2000 нелегальних казино. 1994 року, коли до влади прийшов новий демократичний уряд, усі форми азартних ігор було легалізовано. 1996 року новий закон про азартні ігри запровадив систему ліцензування казино та єдину національну лотерею. Кінні перегони також були оголошені азартною грою.